# Brjanska oblast
Brjanska oblast (ruski: Бря́нская о́бласть) je federalni subjekt Ruske Federacije, i kao što naziv govori, po vrsti je oblast.
Upravno joj je sjedište grad Brjansk.
Trenutni guverner joj je Nikolaj Denjin.
Površina: 34.900 km²
Broj stanovnika: 1.378.941 (sveruski popis stanovništva 2002.)

## Povijest
Do 5. srpnja 1944. bila je dijelom Orelske oblasti .

## Zemljopisni položaj
Brjanska se oblast smjestila u zapadnom dijelu Ruske nizine , i zauzima središnji dio porječja rijeke Desne i šumoviti predjel između nje i rijeke Oke. 
Krajnje točke:
- najsjevernija: 54° sjeverne zemljopisne širine
- najjužnija: 52° 10' sjeverne zemljopisne širine
- najzapadnija: 31° 10' istočne zemljopisne dužine
- najistočnija: 35° 20' istočne zemljopisne dužine

Brjanska oblast na sjeveru međi sa Smolenskom oblasti, na zapadu s Gomeljskom oblašću i Mahiljovskom oblasti u Bjelorusiji, na istoku s Kaluškom oblasti i Orelskom oblasti te na jugu s Kurskom oblasti i s ukrajinskim oblastima: Černihivskom oblašću i Sumskom oblašću.

## Važniji gradovi
- Brjansk
- Djatkovo
- Klinci
- Novozibkov
- Seljco

## Vanjske poveznice
- Službene stranice (na ruskem jeziku).